# Stephan Mølvig
Stephan Mølvig (Odense 13 februari 1979) is een 
Deens voormalig roeier. Mølvig maakte zijn debuut tijdens de Wereldkampioenschappen roeien 2000 voor niet Olympische roeinummers en behaalde in de lichte-acht de vijfde plaats. Tijdens de Wereldkampioenschappen roeien 2001 nam Mølvig plaats in de Olympische lichte-vier-zonder-stuurman en won de zilveren medaille. In de twee daarop volgende jaren werd Mølvig wereldkampioen in de lichte-vier-zonder-stuurman. Mølvig sloot zijn carrière af met de gouden medaille tijdens de Olympische Zomerspelen 2004.

## Resultaten
- Wereldkampioenschappen roeien 2000 in Zagreb 5e in de lichte-acht
- Wereldkampioenschappen roeien 2001 in Luzern  in de lichte-vier-zonder-stuurman
- Wereldkampioenschappen roeien 2002 in Sevilla  in de lichte-vier-zonder-stuurman
- Wereldkampioenschappen roeien 2003 in Milaan  in de lichte-vier-zonder-stuurman
- Olympische Zomerspelen 2004 in Athene  in de lichte-twee-zonder-stuurman

1996: Victor Feddersen & Niels Henriksen & Thomas Poulsen & Eskild Ebbesen ·
2000: Laurent Porchier & Jean-Christophe Bette & Yves Hocdé & Xavier Dorfman ·
2004: Thor Kristensen & Thomas Ebert & Stephan Mølvig  & Eskild Ebbesen ·
2008: Mads Kruse Andersen & Eskild Ebbesen & Thomas Ebert & Morten Jørgensen·
2012: James Thompson & Matthew Brittain & John Smith & Sizwe Ndlovu ·
2016: Mario Gyr & Simon Niepmann & Simon Schürch & Lucas Tramèr